# Prince Alla
Prince Alla, de son vrai nom Keith Blake, est un chanteur de reggae jamaïcain né le 10 mai 1950 à Denham Town, Kingston (Jamaïque).
Après avoir été un peu oublié pendant les années 1990, Prince Alla revient sur le devant de la scène reggae avec le sound system anglais Jah Shaka, et ces dernières années, avec Asher Selector du Positive Airline Sound.

## Biographie
Né à St. Elizabeth et élevé à Denham Town, Kingston, Jamaïque, Blake a commencé sa carrière dans le groupe vocal The Leaders avec Milton Henry et Roy Palmer, qui a enregistré trois morceaux pour le producteur Joe Gibbs à la fin des années 1960. Quand les Leaders se sont séparés, Blake a continué à travailler avec Gibbs, qui a publié son premier album solo, "Woo Oh Oh". Blake s'intéresse au mouvement rastafari depuis qu'il a une vision d'enfant et, en 1969, sa foi rastafarienne le voit s'impliquer fortement dans la communauté de camp jamaïcaine, se retirant de la scène musicale et vivant àCamp du Prince Emmanuel Edwards à Bull Bay. Il a réintégré la scène musicale au milieu des années 1970, en publiant un single "Born a Fighter" pour le producteur Teddy Powell, avant de travailler avec les Freedom Sounds de Bertram Brown, avec une série d’enregistrements, maintenant sous le nom de Prince Alla, qui sont maintenant considérés comme des classiques du reggae roots, tels que "Sun Is Shining", "Bucket Bottom", "Lot's Wife" et "Stone". Il a également enregistré pour le producteur Tapper Zukie, incluant l'album Heaven Is My Roof .Disques Blood & Fire, Only Love Can Conquer et I Can Hear The Children Singing, qui ont amené son travail à un nouveau public. Alla a continué à sortir des disques de temps en temps au cours des années 1980 et 1990, y compris un album avec Jah Shaka. Alla a continué à être en demande auprès des producteurs de racines numériques et a publié plusieurs albums avec des artistes comme Jah Warrior. Depuis 2010, Prince Alla fait le tour du monde avec Rockers Agency et reste en forte demande pour les concerts sur scène dans le monde entier.

## Discographie
- Heaven Is My Roof (1979) Imp
- The Best of Prince Alla (1980) Redemption Sounds, réédité sous le nom de Great Stone (1984) High Times
- King of the Road (1982) Ital International, réédité sous le nom de Showcase (1984) Vista
- Jah Children Gather Round (1996) Jah Shaka
- Sweet Sensation Corner Stone
- Only Love Can Conquer (1997) Blood & Fire
- Lion a Go Bite Yu (1999) Headphone Music
- Glory (2000) Jah Warrior
- One Bright Day (2002) Back Yard
- More Love (2002) Jah Warrior
- I Can Hear The Children Singing (2002) Blood & Fire
- Archive Recordings Showcase Volume 1 (2009), Archive Recordings